# 华阴农场
华阴农场有限责任公司是直属于中国陕西省农垦集团的一个国有中型农业企业，位于陕西省华阴市华西镇境内。
公司位于华山山脚，土地面积3.2万亩，生产用地2.4万亩，建设用地3600亩。以国营陕西华山企业公司之名列为华阴市的一个类似乡级单位。
2004年4月，华阴市民政局批准成立华西镇新兴社区，这是以华阴农场职工家属为主要服务对象的单位型社区。其市政职能由华阴农场承担。2018年，根据上级机构的文件精神，华阴农场将承担的公共管理职能转移至华西镇政府。当年8月7日，双方就职能移交签订《补充协议》。协议签订后，华西镇政府清点接收资产。

## 行政区划
下辖：
第一作业站社区、第二作业站社区、第三作业站社区、第四作业站社区、第五作业站社区、第六作业站社区和第七作业站社区。